# トレイロン・バークス
トレイロン・バークス（Treylon Burks, 2000年3月23日 - ）は、アメリカ合衆国ミシガン州フリント出身のプロアメリカンフットボール選手。NFLのテネシー・タイタンズに所属している。ポジションはワイドレシーバー。

## 大学時代

### 1年生
2019年にアーカンソー大学のトゥルーフレッシュマンとして、バークスは11試合中9試合に先発出場し、29回のキャッチで475ヤードを記録した。バークスは、リターンスペシャリストとしてオールSECの第2チームに選ばれ、SECオールフレッシュマンチームにも選ばれた。 

### 2年生
2年目の2020年のシーズンでは、チームのナンバーワンレシーバーとなり、8試合の先発出場で、51回のキャッチで820ヤード、7タッチダウンを記録した。バークスは、AP通信によってオールSECの第2チームに再び選ばれた。

### 3年生
3年目の2021年には、12試合すべてに先発出場し、66回のキャッチで1,104ヤード、11回のタッチダウンレシーブを記録し、1シーズンで1,000ヤード以上のレシーブを記録したチーム史上4人目のプレーヤーとなった。また、ランゲームにおいても、14回のキャリーで112ヤードを走り、1タッチダウンを記録した。バークス、AP通信によってオールSECの第1チームに選ばれた。2021年シーズン終了後、バークスは、シニアイヤーを見送り、2022年のNFLドラフトに参加することを発表した。
| シーズン | 出場 | レシーブ | レシーブ   | レシーブ | ラッシュ | ラッシュ   | ラッシュ | パントリターン | パントリターン | パントリターン | キックリターン | キックリターン | キックリターン |
| シーズン | 出場 | 回数     | 獲得ヤード | TD       | 回数     | 獲得ヤード | TD       | 回数           | 獲得ヤード     | TD             | 回数           | 獲得ヤード     | TD             |
| -------- | ---- | -------- | ---------- | -------- | -------- | ---------- | -------- | -------------- | -------------- | -------------- | -------------- | -------------- | -------------- |
| 2019     | 11   | 29       | 475        | 0        | 9        | 35         | 0        | 12             | 130            | 0              | 10             | 226            | 0              |
| 2020     | 8    | 51       | 820        | 7        | 15       | 75         | 0        | 1              | 4              | 0              | 0              | 0              | 0              |
| 2021     | 12   | 66       | 1,104      | 11       | 14       | 112        | 1        | 0              | 0              | 0              | 0              | 0              | 0              |
| キャリア | 31   | 146      | 2,399      | 18       | 38       | 222        | 1        | 13             | 134            | 0              | 10             | 226            | 0              |

## プロキャリア
| 身長                                | 体重            | 腕 の 長 さ       | 手 の 大 き さ   | 40Yrd ダ ッ シ ュ | 10Yrd ス プ リ ッ ト | 20Yrd ス プ リ ッ ト | 20Yrd シ ャ ト ル | 3 コ 丨 ン ド リ ル | 垂 直 跳 び     | 立 ち 幅 跳 び      | ベ ン チ プ レ ス |
| ----------------------------------- | --------------- | ----------------- | ---------------- | ----------------- | -------------------- | -------------------- | ----------------- | ------------------- | --------------- | ------------------- | ----------------- |
| 6 ft 2 in (188 cm)                  | 225 lb (102 kg) | 33+1⁄2 in (85 cm) | 9+7⁄8 in (25 cm) | 4.55 s            | 1.57 s               | 2.65 s               | 4.40 s            | 7.28 s              | 35.5 in (90 cm) | 10 ft 2 in (3.10 m) | 12 回             |
| All values from NFL Combine/Pro Day |                 |                   |                  |                   |                      |                      |                   |                     |                 |                     |                   |

バークスは、2022年ドラフト全体18位でテネシー・タイタンズに指名された。この指名権は、上位の1巡目指名権を獲得するために、フィラデルフィア・イーグルスにワイドレシーバーのA・J・ブラウンをトレードして得たものだった。
2024年シーズンの第6週に前十字靭帯を損傷してその後を全休した。2025年5月1日、チームから5年目の契約オプションを破棄された。